# Phorioppnia nova
Phorioppnia nova är en mossdjursart som beskrevs av Gordon och Jean-Loup d'Hondt 1997. Phorioppnia nova ingår i släktet Phorioppnia och familjen Phorioppniidae. Inga underarter finns listade i Catalogue of Life.